# Jalen Johnson
Jalen Tyrese Johnson (Wausau, Wisconsin, 18 de diciembre de 2001) es un jugador de baloncesto estadounidense que pertenece a la plantilla de los Atlanta Hawks de la NBA. Con 2,03 metros de estatura, juega en la posición de alero.

## Trayectoria deportiva

### Universidad
Jugó una temporada con los Blue Devils de la Universidad de Duke, en la que promedió 11,2 puntos, 6,1 rebotes, 2,2 asistencias, 1,2 robos de balón y 1,2 tapones por partido. En su debut universitario, el 28 de noviembre de 2020, logró 19 puntos, 19 rebotes y 4 asistencias ante Coppin State.
El 15 de febrero de 2021, Thomas anunció que renunciaba a disputar el resto de la temporada, y se declaró elegible para el draft de la NBA.

#### Estadísticas
| Año     | Equipo | PJ | PT | MPP  | %TC  | %3P  | %TL  | RPP | APP | ROB | TPP | PPP  |
| ------- | ------ | -- | -- | ---- | ---- | ---- | ---- | --- | --- | --- | --- | ---- |
| 2020–21 | Duke   | 13 | 8  | 21.4 | .523 | .444 | .632 | 6.1 | 2.2 | 1.2 | 1.2 | 11.2 |

### Profesional
Fue elegido en la vigésima posición del Draft de la NBA de 2021 por los Atlanta Hawks, equipo con el que firmó contrato el 4 de agosto. Disputó en el mes de agosto la NBA Summer League, donde en su debut consiguió un doble-doble, tras lograr 20 puntos y 10 rebotes ante Boston Celtics.
En octubre de 2024 acuerda una extensión de contrato con los Hawks por cinco años y $150 millones.

## Estadísticas de su carrera en la NBA

### Temporada regular
| Año     | Equipo  | PJ  | PT | MPP  | %TC  | %3P  | %TL  | RPP  | APP | ROB | TPP | PPP  |
| ------- | ------- | --- | -- | ---- | ---- | ---- | ---- | ---- | --- | --- | --- | ---- |
| 2021-22 | Atlanta | 22  | 0  | 5.5  | .537 | .231 | .714 | 1.2  | .1  | .1  | .1  | 2.4  |
| 2022-23 | Atlanta | 70  | 6  | 14.9 | .491 | .288 | .628 | 4.0  | 1.2 | .5  | .5  | 5.6  |
| 2023-24 | Atlanta | 56  | 52 | 33.7 | .511 | .355 | .728 | 8.7  | 3.6 | 1.2 | .8  | 16.0 |
| 2024-25 | Atlanta | 36  | 36 | 35.7 | .500 | .312 | .746 | 10.0 | 5.0 | 1.6 | 1.0 | 18.9 |
| Total   | Total   | 184 | 94 | 23.6 | .504 | .323 | .712 | 6.3  | 2.6 | .9  | .6  | 11.0 |

### Playoffs
| Año   | Equipo  | PJ | PT | MPP | %TC  | %3P  | %TL   | RPP | APP | ROB | TPP | PPP |
| ----- | ------- | -- | -- | --- | ---- | ---- | ----- | --- | --- | --- | --- | --- |
| 2022  | Atlanta | 2  | 0  | 4.6 | .000 | .000 | —     | .0  | .0  | .0  | .0  | .0  |
| 2023  | Atlanta | 6  | 0  | 9.3 | .417 | .364 | 1.000 | 2.5 | 1.3 | .5  | .0  | 4.3 |
| Total | Total   | 8  | 0  | 8.1 | .370 | .333 | 1.000 | 1.9 | 1.0 | .4  | .0  | 3.3 |